# The Arrangement (serie televisiva)
The Arrangement è una serie statunitense di genere drammatico creata da Jonathan Abrahams, trasmessa su E!. Un primo trailer fu pubblicato il 16 maggio 2016. La serie è andata in onda il 5 marzo 2017. Il 13 aprile 2017 E! ha annunciato di aver rinnovato la serie per una seconda stagione di 10 episodi, trasmessa dall'11 marzo al 23 maggio 2018.
Il 29 maggio 2018, la serie viene cancellata dopo due stagioni.

## Trama
Megan Morrsion, una giovane attrice, fa un'audizione per interpretare la protagonista femminile in un film d'azione con Kyle West. Incontra Terrence Anderson, il capo dell'Istituto delle Menti Eccelse, un'organizzazione per l'auto-sostegno. Anderson le offre il titolo di "contratto" - un contratto che le offre 10 milioni di dollari se avesse sposato West.
La serie è incentrata sulle relazioni tra gli attori e le attrici di Hollywood, ed è "'una miscela' di storie riguardanti Hollywood e le relazioni programmata sullo scenario dei programmi auto-sostegno." Alcune recensioni hanno suggerito che la serie si sia ispirata a Scientology e la relazione tra Tom Cruise e Katie Holmes.

## Episodi
| Stagione         | Episodi | Prima TV originale | Prima TV Italia |
| ---------------- | ------- | ------------------ | --------------- |
| Prima stagione   | 10      | 2017               | inedita         |
| Seconda stagione | 10      | 2018               | inedita         |

## Personaggi

### Principali
- Megan Morrison West, interpretata da Christine Evangelista, un'attrice sconosciuta che, dopo un'audizione di successo, viene raccolta dall'oscurità e le viene offerto un contratto segreto per diventare la fidanzata di Kyle West, una delle star più grandi di Hollywood.[7]
- Kyle West, interpretato da Josh Henderson, uno degli attori più famosi di Hollywood,[7] e la faccia pubblica più nota dell'Istituto delle Menti Eccelse (IHM).
- DeAnn Aderson, interpretata da Lexa Doig, la moglie di Terrence , una produttrice di successo di Hollywood e un membro di alto rango dell'IHM.
- Shaun, interpretata da Carra Patterson, la migliore amica di Megan, che in seguito sarà coinvolta con l'IHM come avvocato.
- Terrence Anderson, interpretato da Michael Vartan, socio di Kyle e capo dell'Istituto per le Menti Eccelse.[8]

### Ricorrenti
- Leslie, interpretata da Autumn Reeser, l'agente originale di Megan
- Hope, interpretata da Katharine Isabelle, vecchia amica di Megan
- Lisbeth, interpretata da Ashley Grace, l'ex fidanzata di Kyle
- Annika (stagione 1), interpretata da Courtney Paige
- Zach, interpretato da Kyle Toy, assistente personale di Kyle
- Xavier Hughes, interpretato da Ruffin Prentiss, musicista famoso che Kyle sceglie come sua co-star nel film Technicolor Highway

## Produzione
L'11 settembre 2017, fu annunciato che Jacob Artist sarebbe tornato nella seconda stagione come Wes Blaker.